# Carl Bertilsson
Pour les articles homonymes, voir Bertilsson.
Carl Adolf Hjalmar Bertilsson est un gymnaste artistique suédois né le 18 octobre 1889 à Hylte et mort le 16 novembre 1968 à Kristianstad.

## Biographie
Carl Bertilsson fait partie de l'équipe de Suède qui remporte la médaille d'or aux Jeux olympiques d'été de 1908 se tenant à Londres.
Il est le frère du gymnaste Per Bertilsson.